# Praia de Sword
Sword (em inglês: Sword Beach), chamada comumente de Praia Sword, foi o nome de código de um dos cinco setores de desembarque de praia do componente de assalto anfíbio da Operação Overlord ao território da França ocupada, em 6 de junho de 1944, durante a Segunda Guerra Mundial.

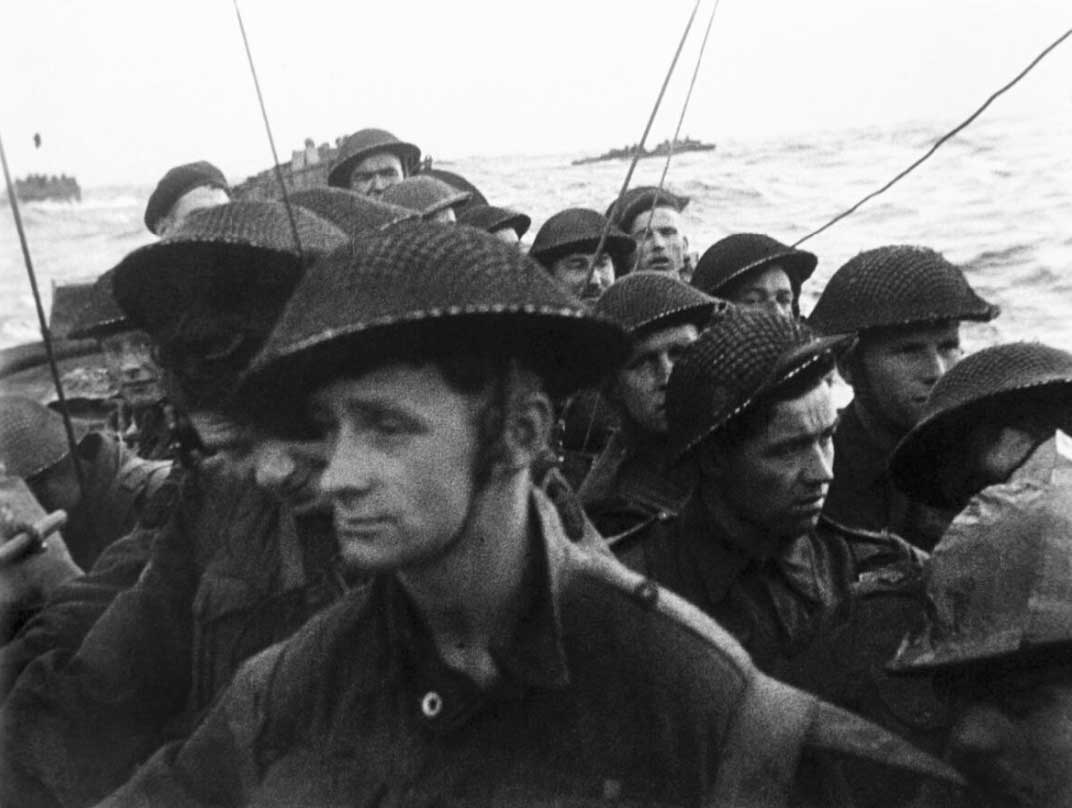
Cena de uma filmagem feita na época dos desembarques do Dia D mostra homens a bordo de uma embarcação se aproximando de Sword, 6 de junho de 1944.

Com cerca de 8 km, se estendendo de Saint-Aubin-sur-Mer até Ouistreham perto do Canal de Caen, a praia era a mais a leste dos locais onde os Aliados desembarcaram suas tropas. Tomar a praia de Sword era responsabilidade do Exército Britânico apoiados por paraquedistas da 6ª Divisão Aerotransportada britânica e por centenas de navios da Marinha Real. O objetivo dos paraquedistas britânicos na noite do dia D era proteger as pontes sobre o rio Orne e o Canal de Caen durante a Operação Tonga, bem como destruir canhões e artilharia costeira alemã em Merville-Franceville-Plage, proteger o terreno elevado ao norte de Caen e "se possível, proteger a própria cidade de Caen". Durante os desembarques pela manhã, os Aliados em Sword receberam ajuda de navios poloneses, noruegueses e de outras nações aliadas.
Das cinco praias invadidas pelos Aliados na Normandia, Sword era a mais próxima da cidade estratégica de Caen, sendo localizada 15 km do objetivo da 3ª Divisão de Infantaria Britânica. Houve poucas baixas nos desembarques iniciais, mas o avanço para terra adentro foi mais lento, com as praias se congestionando com o excesso de soldados e equipamentos desembarcando. Ao mesmo tempo, a resistência alemã foi ficando mais forte na região. O progresso dos britânicos até Caen é detido ao final do primeiro dia de batalha, quando a 21.ª Divisão Panzer alemã lança um contra-ataque. De fato, o avanço em direção a Caen é lento, com a cidade caindo só um mês após os desembarques. O exército alemão conseguiu deter ou atrasar três operações lançadas pelos britânicos a partir da Praia Sword, mas no começo de agosto eles já estavam em retirada, dando vitória total aos Aliados.

## Fotos

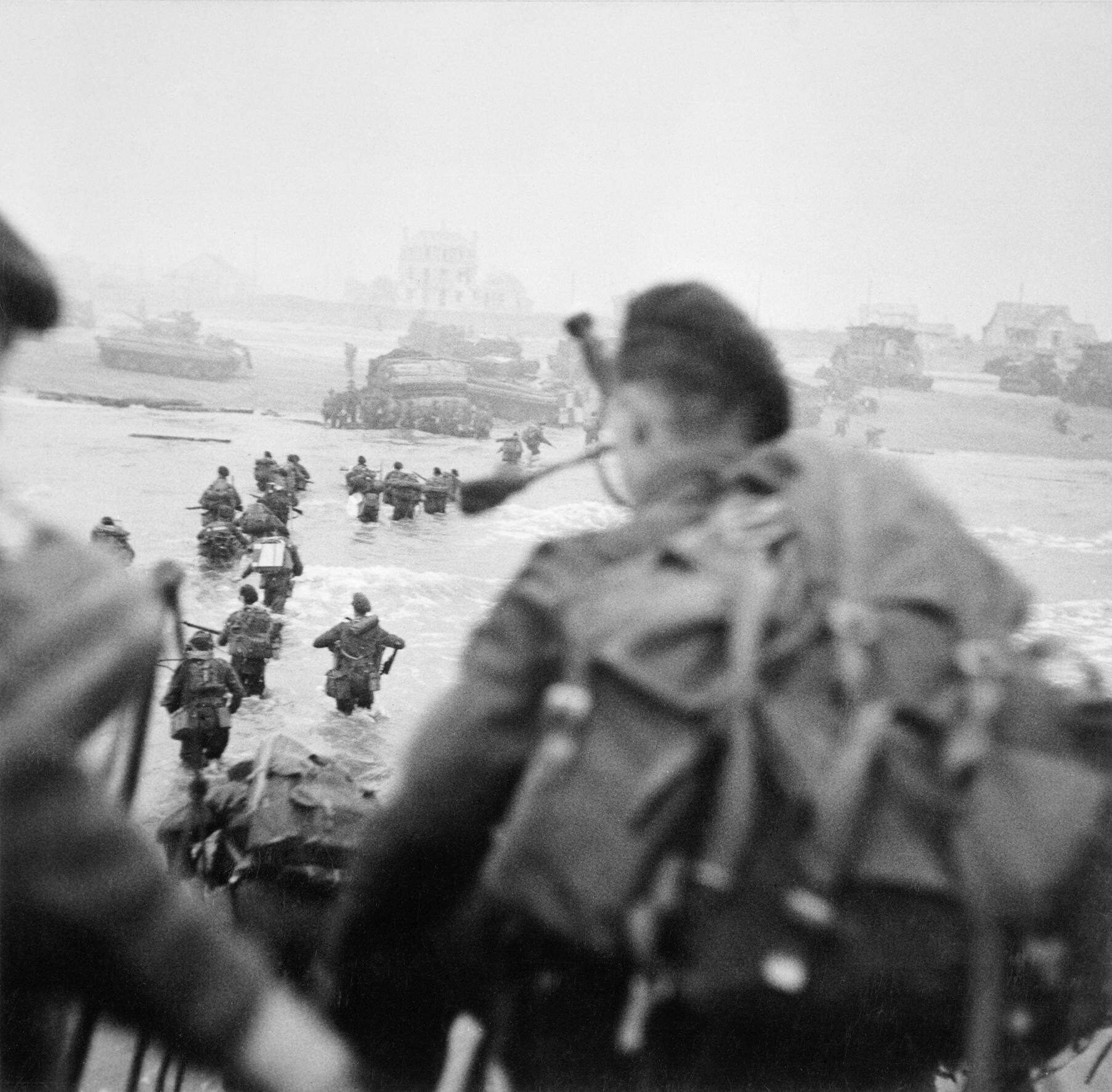
Soldados desembarcando em Sword.
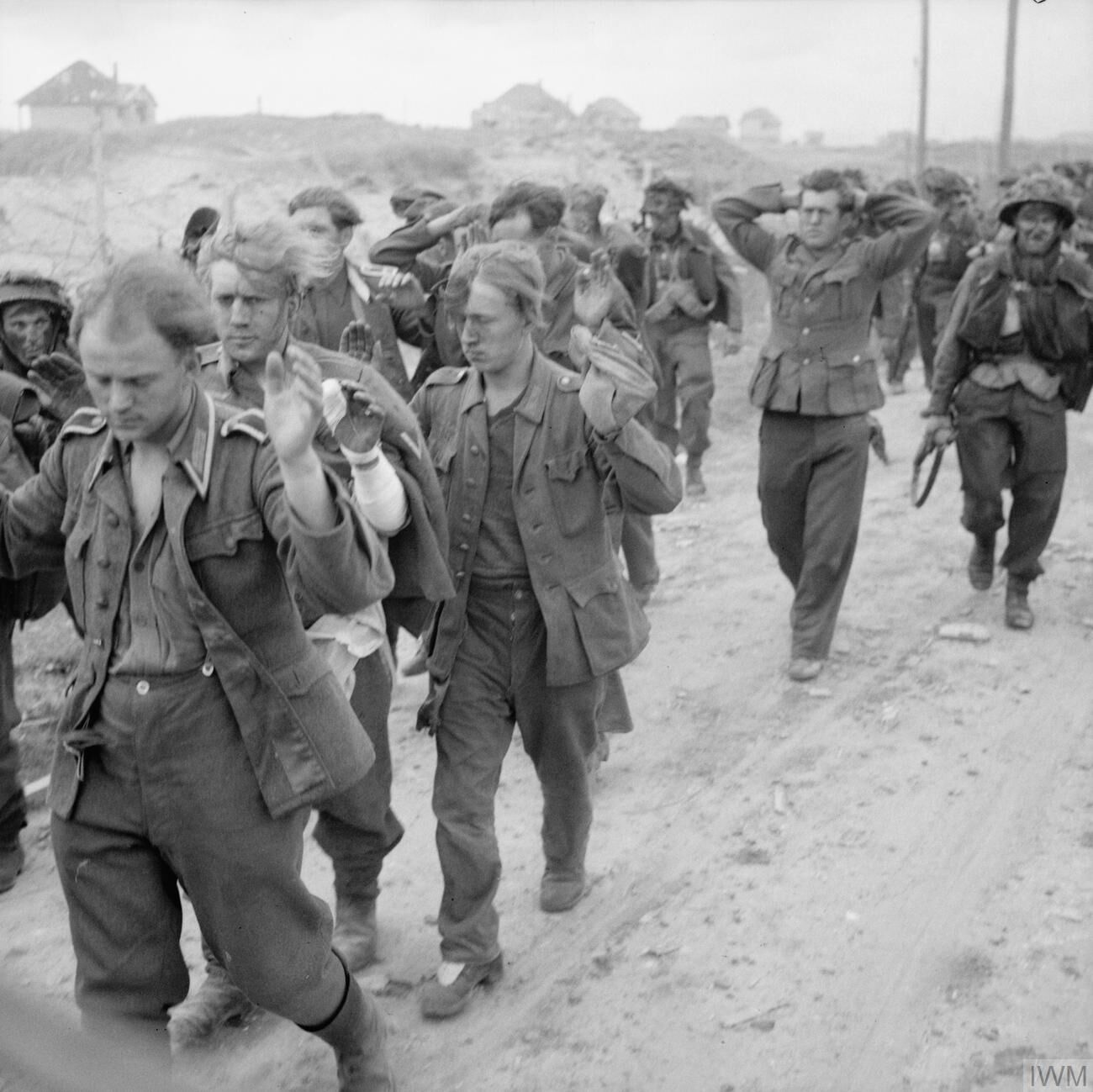
Prisioneiros alemães feitos na região da praia, no primeiro dia de desembarque.
Soldados britânicos avançando em direção de Ouistreham, apoiados por blindados.